# Pieczęć stanowa Hawajów

Pieczęć stanowa Hawajów

Motto: Ua Mau ke Ea o ka ʻĀina i ka Pono  znaczy w języku hawajskim Życie ziemi jest uwieczniane w prawości. Ustanowił je urzędnik pierwszego królestwa Kamehameha III, który w 1843 roku proklamował monarchię.
Na pieczęci widzimy dwie postaci: Z prawej (heraldycznie) strony Kamehameha Wielkiego, który zjednoczył Wyspy Hawajskie w jedno państwo.
Po przeciwnej stronie znajduje się Bogini Wolności trzymająca flagę Hawajów.
Oboje trzymają tarczę herbową królestwa. Ponad nią wschodzące słońce z rokiem 1959 - datą przystąpienia do USA. Poniżej tarczy, umieszczono feniksa z wieńcem bananów i paproci.
Pierwsze i czwarte pole herbu przedstawia pasy reprezentujące osiem największych wysp. Każde z pól ma ich po cztery.

Drugie i trzecie pole przedstawia puloʻuloʻu (lokalny symbol władzy). W samym centrum umieszczono gwiazdę pięćdziesiątego z kolei stanu.

Herb Królestwa Hawajów
Herb wielki Królestwa Hawajów